# 6484 Бартгіббс
6484 Бартгіббс (6484 Barthibbs) — астероїд головного поясу, відкритий 23 березня 1990 року.
Тіссеранів параметр щодо Юпітера — 3,362.